# Vanaküla (Noarootsi)
Vanaküla (szw. Gambyn) – wieś w Estonii, w prowincji Lääne, w gminie Noarootsi. Według danych na 2006 rok w miejscowości odnotowano 26 adresów.